# San Fernando (Colombia)
San Fernando è un comune della Colombia facente parte del dipartimento di Bolívar.
Il centro abitato venne fondato da Juan Rodriguez e Francisco Rangel nel 1759.